# 勒沃德尔
勒沃德尔（法語：Le Veurdre，法語發音：[lə vœʁdʁ]）是法国阿列省的一个市镇，位于该省北部，阿列河左岸，属于穆兰区。

## 地理
勒沃德尔（46°45'22"N, 3°2'23"E）面积21.16 平方千米，位于法国奥弗涅-罗讷-阿尔卑斯大区阿列省，该省份为法国中部省份，北起涅夫勒省、西北接谢尔省，西南至克勒兹省，南至多姆山省，东南临卢瓦尔省，东临索恩-卢瓦尔省。
与勒沃德尔接壤的市镇（或旧市镇、城区）包括：阿列河畔堡、利穆瓦斯、讷尔、普济-梅桑日、圣莱奥帕丹多日、利夫里。

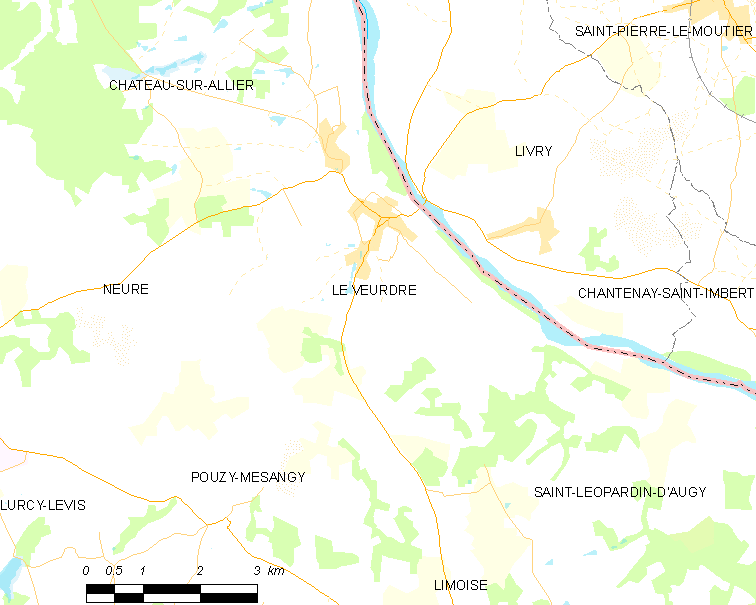
勒沃德尔的OSM定位图

勒沃德尔的时区为UTC+01:00、UTC+02:00（夏令时）。

## 行政
勒沃德尔的邮政编码为03320，INSEE市镇编码为03309。

## 政治
勒沃德尔所属的省级选区为波旁拉尔尚博县。

## 人口

1962-2008年间勒沃德尔人口变化图示

勒沃德尔于2022年1月1日时的人口数量为476人。